# George Adamson
George Adamson (* 3. Februar 1906 in Dholpur im Bundesstaat Rajasthan, Indien; † 20. August 1989 in Kenia) war ein britischer Naturforscher.

## Leben
Im Jahr 1924 besuchte George Adamson das erste Mal Kenia. Ab 1938 arbeitete er für das Kenia Game Department als Wildhüter und führte Safaris. 1944 heiratete er Friederike-Viktoria Bally (geb. Gessner), die er Joy nannte.
Während des Mau-Mau-Kriegs führte Adamson 1953 und 1954 eine Einheit von Wildhütern an, die im Aberdare National Park zusammen mit kolonialen Polizei- und Militäreinheiten Kikuyu angriffen. Dabei erschoss Adamson mehrere mutmaßliche Aufständische.
Im Jahr 1956 fand Adamson drei Löwenbabys, deren Mutter erschossen worden war. Das Paar Adamson zog die Tiere bei sich zu Hause auf. Nach sechs Monaten, als die drei nahezu ausgewachsen waren, wurden die beiden größeren Tiere an den Zoo in Rotterdam verkauft. Die kleinste Löwin, Elsa, blieb bei der Familie Adamson. Im Alter von zwei Jahren begann ihre langsame Auswilderung. George Adamsons Frau zeichnete Elsas Schicksal minutiös auf und verarbeitete ihre Notizen zu dem Buch Frei geboren. Eine Löwin in zwei Welten. Der Erlös des Buches, das in 33 Sprachen übersetzt wurde, kam nahezu vollständig der Tierschutzorganisation Elsa Wild Animal Appeal zugute. Als Elsa kurz nach ihrer endgültigen Freilassung in die Wildnis mit drei Jungen zu den Adamsons zurückkam, entstand das zweite Buch Die Löwin Elsa und ihre Jungen. Die BBC verfilmte die Lebensgeschichte der Löwin.
Seinen Posten als Wildhüter gab Adamson 1963 auf und widmete sich ab diesem Zeitpunkt nur mehr der Beobachtung und Erforschung der Löwen.
Am 4. Januar 1980 wurde seine inzwischen von ihm getrennt lebende Frau tot aufgefunden. Aufgrund der Verletzungen schloss man zunächst darauf, dass Löwen sie getötet hätten. Bei der Obduktion stellte man jedoch fest, dass es Messerstiche waren. Paul Nakware Ekai, ein von ihr entlassener Angestellter, legte später ein Mordgeständnis ab.
Neun Jahre später starb Adamson ebenfalls eines gewaltsamen Todes. Er wurde im Kora-Nationalpark von somalischen Wilderern erschossen.

## Schriften
- Safari meines Lebens, aus dem Englischen übersetzt von Karl Berisch und Johannes Piron, Hamburg 1969 (Original Bwana Game, 1968), Hoffmann und Campe.
- Meine Löwen – Mein Leben. Aus dem Englischen übersetzt von Sabine Griesbach. Goldmann, München 1990, ISBN 3-442-12342-9.